# FC Kärnten
FC Kelag Kärnten was een Oostenrijkse voetbalclub uit de Karinthische hoofdstad Klagenfurt. De club dient niet verward te worden met SK Austria Kärnten. Dit is een ander team, wat inmiddels ook niet meer bestaat.

## Geschiedenis

### SK Austria Klagenfurt
De club werd in 1920 opgericht als Kaufmännischer Sportklub Klagenfurt of kortweg KSK Klagenfurt, de clubkleuren waren violet-wit. In 1923 fusioneerde de club met Amateur SK Klagenfurt en werd zo KASK Klagenfurt, op regionaal niveau in de hoogste klasse van deelstaat Karinthië, promotie naar de hoogste klasse van Oostenrijk was onmogelijk omdat deze enkel toegankelijk was voor clubs uit Wenen tot 1938. In 1927 fusioneerde de club met Klagenfurter SK en werd zo SK Austria Klagenfurt. Tijdens de Tweede Wereldoorlog vormde de club samen met SK Rapid Klagenfurt een speelgemeenschap onder de naam SG Austria Rapid Klagenfurt.
Na de oorlog werd de club weer zelfstandig en kon enkele titels en bekers binnenhalen. In 1962 promoveerde de club eindelijk naar de hoogste klasse. Na één seizoen degradeerde de club en keerde terug in 1966, dat jaar werd de club vijfde, net als in 1968. In 1970 degradeerde de club weer. Austria keerde nog terug van 1973 tot 1975 en 1983 tot 1989. Daarna ging het snel bergaf tot ze naar de vierde klasse zakten. In totaal speelde Austria Klagenfurt 17 seizoenen in de hoogste klasse.

### FC Kärnten
In 1997 speelde de club weer in de Regionalliga Mitte en fusioneerde dan met Villacher SV en werd zo FC Austria/VSV Kärnten. In 1999 werd de naam eerst nog veranderd in FC Kärnten Austria/VSV en uiteindelijk op 24 juni van dat jaar in FC Kärnten.
In 2001 speelde de club in de Bundesliga en kon direct Europees spelen door een bekeroverwinning in het voorgaande seizoen. Het eerste seizoen was meteen het succesvolste met een 5de plaats, daarna ging het slechter en na drie seizoenen degradeerde de club opnieuw na de Erste Liga. In 2008 degradeerde de club naar de Regionalliga. Kärnten verzeilde in financiële problemen en op 21 januari 2009 legde de club de boeken neer. De terugwedstrijden in de Regionalliga Mitte werden allemaal verloren met 0-3 en de club eindigde op de voorlaatste plaats.

## Erelijst
- Beker van Oostenrijk
  - Winnaar: 2001
  - Finalist: 2003
- Oostenrijkse Supercup
  - Winnaar: 2001
  - Finalist: 2003

## Kärnten in Europa
#Q = #kwalificatieronde, #R = #ronde, T/U = Thuis/Uit, W = Wedstrijd, PUC = punten UEFA coëfficiënten .
Uitslagen vanuit gezichtspunt FC Kärnten
| Seizoen                                                    | Competitie | Ronde | Land                 | Club                   | Totaalscore | 1e W    | 2e W    | PUC |
| ---------------------------------------------------------- | ---------- | ----- | -------------------- | ---------------------- | ----------- | ------- | ------- | --- |
| 2001/02                                                    | UEFA Cup   | 1R    | Vlag van Griekenland | PAOK Saloniki          | 0-4         | 0-0 (T) | 0-4 (U) | 1.0 |
| 2002/03                                                    | UEFA Cup   | Q     | Vlag van Letland     | FHK Liepājas Metalurgs | 6-2         | 2-0 (U) | 4-2 (T) | 4.0 |
|                                                            |            | 1R    | Vlag van Israël      | Hapoel Tel Aviv FC     | 1-4         | 0-4 (T) | 1-0 (U) | 4.0 |
| 2003/04                                                    | UEFA Cup   | Q     | Vlag van IJsland     | UG Grindavik           | 3-2         | 2-1 (T) | 1-1 (U) | 1.5 |
|                                                            |            | 1R    | Vlag van Nederland   | Feyenoord              | 1-3         | 1-2 (U) | 0-1 (T) | 1.5 |
| Totaal aantal behaalde punten voor UEFA coëfficiënten: 6.5 |            |       |                      |                        |             |         |         |     |

## Bekende spelers
- Emanuel Pogatetz (2000/01)
- Marjio Maric
- Sasa Papac
- Eduard Glieder (2005/06)
- Thomas Höller (1997-2004)
- Roman Stary (einde carrière 2005)
- Walter Kogler
- Almedin Hota (2000-2006)
- Robert Golemac
- Josip Šimić
- Franz Oberacher (1982-1987)